# Bankier z żoną
Bankier z żoną, Jubilerzy, Lichwiarz z żoną (niderl. De geldwisselaar en zijn vrouw) – obraz olejny na desce autorstwa Quentina Massysa namalowany w 1514 roku. Na zwoju pergaminu widoczna jest sygnatura: Quinten Matsys / Schilder 1514. Dzieło przechowywane jest w Luwrze.

## Opis
Artysta, jeden z pierwszych twórców scen rodzajowych, przedstawił na obrazie bankiera ważącego złoto i jego żonę, która na chwilę przerwawszy lekturę Godzinek przygląda się sztuce złota. Otacza ich wiele przedmiotów, w których, zdaniem historyków sztuki, możemy dopatrywać się ukrytej symboliki. Na dawnej ramie obrazu wypisane były słowa z Pisma Świętego: „Będziecie mieć wagi sprawiedliwe, odważniki sprawiedliwe” (Kpł 19,36). Waga to symbol sprawiedliwości i aluzja do Sądu Ostatecznego. Lustro, z kolei, symbolizuje idee wanitatywne. Jabłko leżące na półce w tle nawiązuje do grzechu pierworodnego.

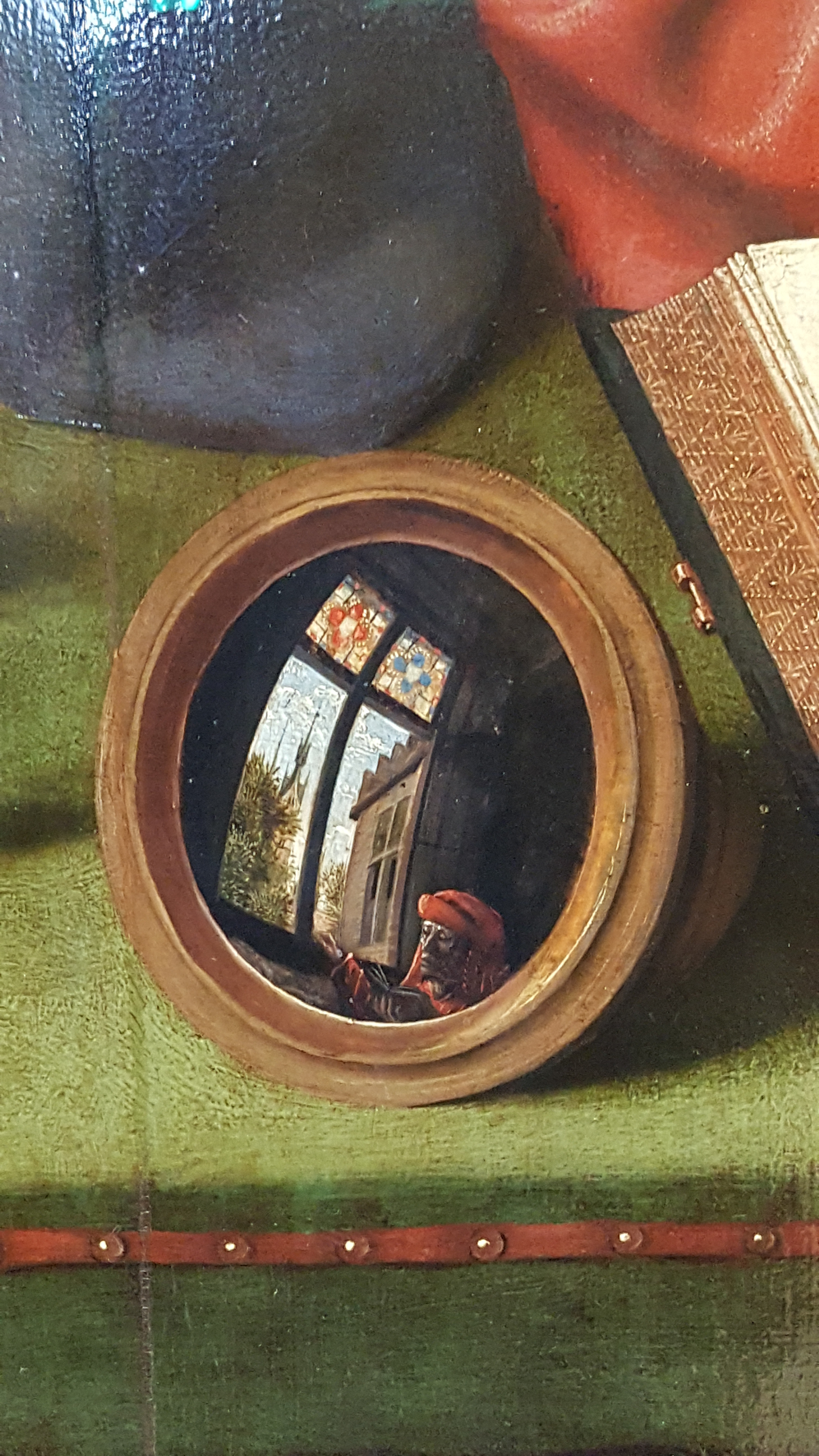
Fragment obrazu – odbicie w lustrze

W wypukłym lustrze na pierwszym planie zostało ukazane odbicie twarzy czytającego człowieka, który nie znajduje się na obrazie. Gustav Hartlaub przypuszcza, iż może być to autor obrazu. Georges Marlier natomiast uważa, iż postać ta oznacza życie kontemplacyjne, dzięki któremu ludzie są w stanie postępować moralnie.
Tę właśnie drogę porzucił bankier zajmujący się wymianą pieniędzy, a szczególnie jego żona, która odwraca się od modlitewnika ku bardziej doraźnym zyskom.  – Georges Marlier.
Obraz Bankier z żoną zyskał sławę. Wielokrotnie go kopiowano. Malarz Willem van Haecht umieścił go na swoim obrazie Pracownia Apellesa wśród kolekcji innych arcydzieł.